# Кюньо (коммуна)
Кюньо́ (фр. Cugnaux, окс. Cunhaus) — коммуна во Франции, находится в регионе Юг — Пиренеи. Департамент — Верхняя Гаронна. Входит в состав кантона Турнефёй. Округ коммуны — Тулуза.
Код INSEE коммуны — 31157.

## География
Коммуна расположена приблизительно в 600 километрах к югу от Парижа, в 11 километрах к юго-западу от Тулузы.
По территории коммуны проходит канал Сен-Мартори.

## Климат
Климат умеренно-океанический. Зима мягкая и снежная, весна характеризуется сильными дождями и грозами, лето сухое и жаркое, осень солнечная. Преобладают сильные юго-восточные и северо-западные ветры.

## Население
Население коммуны на 2010 год составляло 15 807 человек.
| 1962 | 1968 | 1975 | 1982 | 1990   | 1999   | 2010   |
| ---- | ---- | ---- | ---- | ------ | ------ | ------ |
| 2989 | 5228 | 9516 | 9461 | 11 311 | 12 981 | 15 807 |

## Администрация
| Период | Период | Фамилия       | Партия                             | Примечания                |
| ------ | ------ | ------------- | ---------------------------------- | ------------------------- |
| 1977   | 1983   | Жан-Поль Февр |                                    | адвокат                   |
| 1983   | 1989   | Кристиан Блан | Социалистическая партия            | врач                      |
| 1989   | 2001   | Мишель Ожула  | Объединение в поддержку республики | предприниматель           |
| 2001   | 2014   | Филипп Герен  | Радикальная левая партия           | член регионального совета |
| 2014   | 2020   | Ален Шалеон   | Союз за народное движение          | врач                      |

## Экономика
В 2010 году среди 10 509 человек трудоспособного возраста (15—64 лет) 8190 были экономически активными, 2319 — неактивными (показатель активности — 77,9 %, в 1999 году было 70,3 %). Из 8190 активных жителей работали 7380 человек (3820 мужчин и 3560 женщин), безработных было 810 (336 мужчин и 474 женщины). Среди 2319 неактивных 946 человек были учениками или студентами, 705 — пенсионерами, 668 были неактивными по другим причинам.

## Достопримечательности
- Замок Кассаньер (XVIII век). Исторический памятник с 1979 года[4]
- Домик (каприз) Людовика XVI (1790 год). Исторический памятник с 1995 года[5]
- Церковь Св. Лаврентия

## Фотогалерея

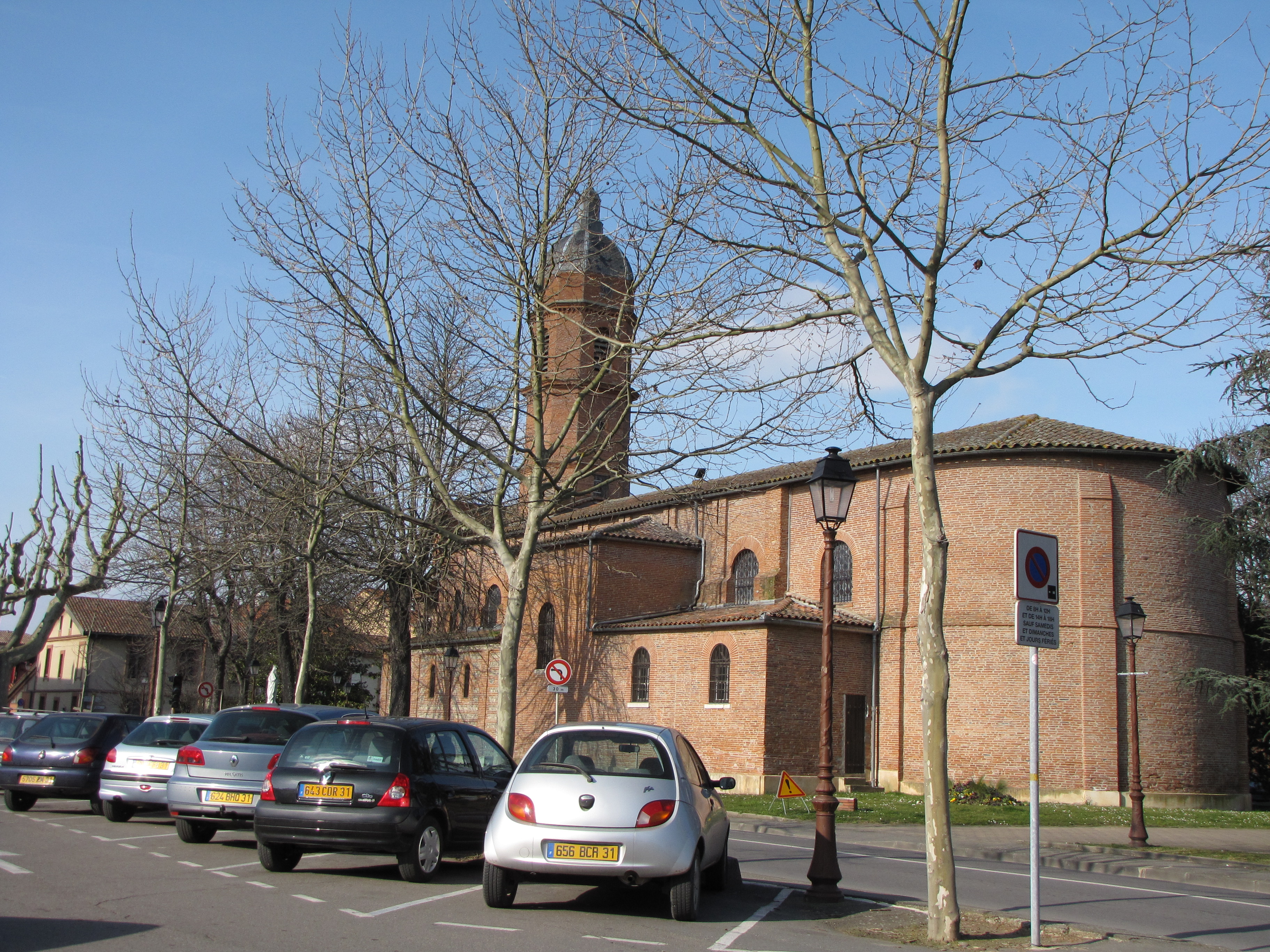
Церковь Св. Лаврентия
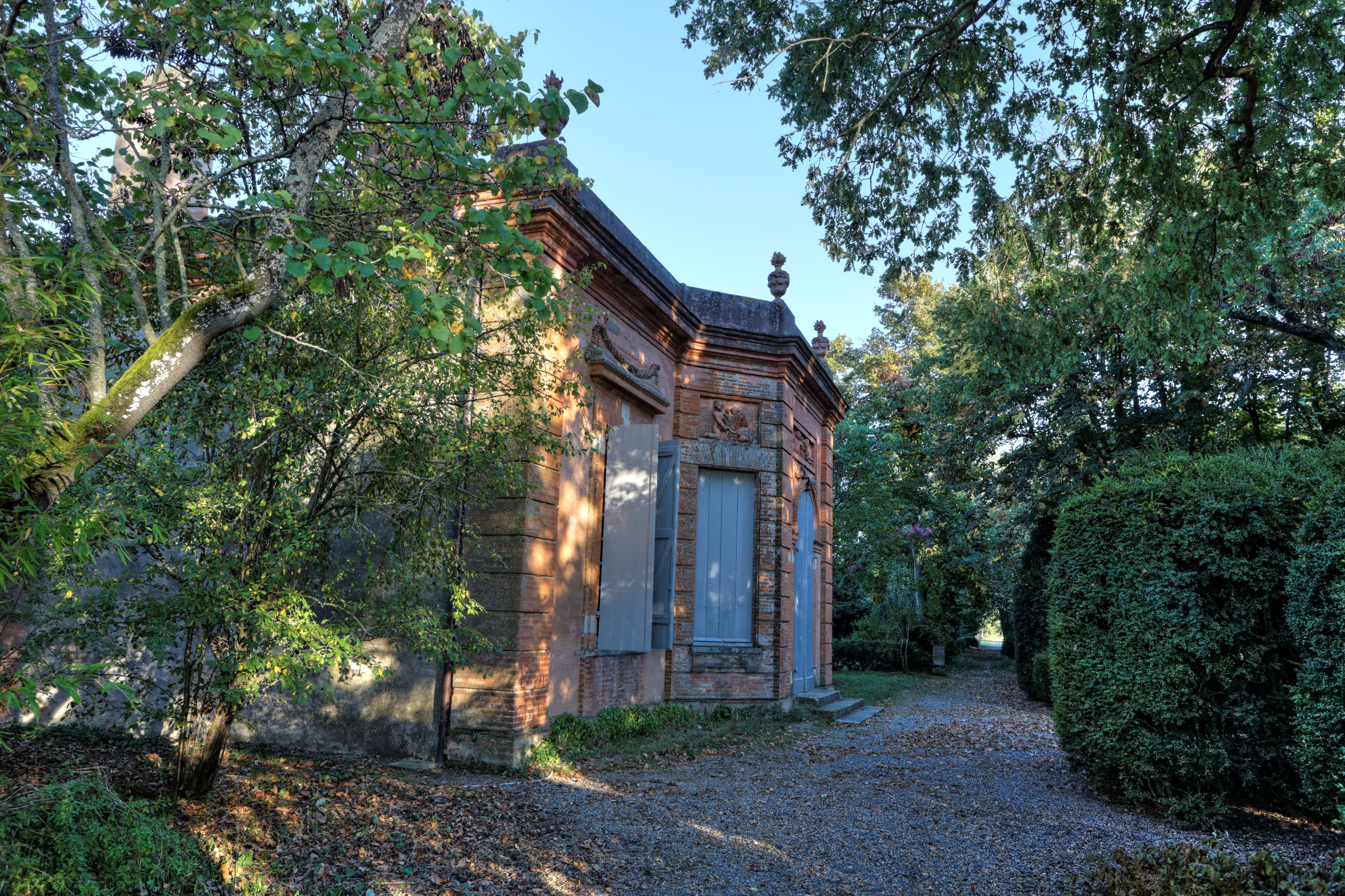
Домик (каприз) Людовика XVI
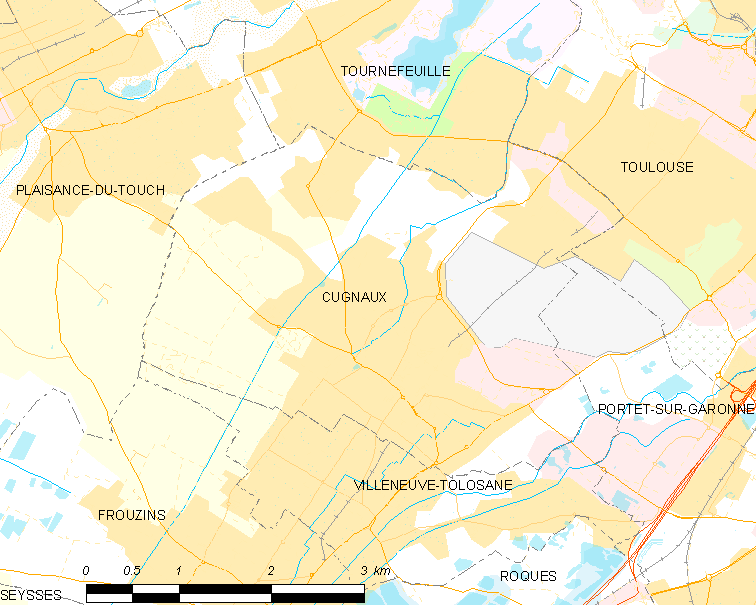
Карта коммуны